# Wendy Orr (Autorin)
Wendy Ann Orr (* 19. November 1953 in Edmonton, Kanada) ist eine australische Kinder- und Jugendbuchautorin.

## Leben
Wendy Orr wurde in Kanada geboren und wuchs in Longuyon, Magny-Metz, Ottawa, Red Deer, Colorado Springs, Toronto und Middleton in Nova Scotia auf, da ihr Vater bei der Air Force beschäftigt war und häufig den Einsatzort wechselte. Bereits in ihrer Kindheit beschloss sie, Schriftstellerin zu werden. Im Alter von neun Jahren schrieb sie Spring Island, was sie später als eine Vorwegnahme oder erste Version ihres Buches Nim's Island ansah. Nachdem sie zunächst ein Journalismusstudium ins Auge gefasst hatte und dann eine Ausbildung zur Tierpflegerin begonnen hatte, studierte sie Ergotherapie in London. In Wales lernte sie ihren späteren Ehemann Tom kennen, mit dem sie nach Abschluss ihrer Ausbildung nach Australien zog. Dort arbeitete sie zunächst in Albury als Beschäftigungstherapeutin. 1980 kaufte die Familie eine Farm in Victoria. Etwa 20 Jahre später zog Wendy Orr mit ihrem Mann auf ein Buschgrundstück im Mornington Peninsula Shire, das sie als Lebensraum für Wildtiere zu gestalten versuchte.
1986 schrieb Wendy Orr das Bilderbuch Amanda's Dinosaur. 1991 konnte sie nach einem Autounfall nicht mehr als Beschäftigungstherapeutin arbeiten; der Unfall und die Rehabilitation flossen in das Buch Peeling the Onion ein. 1993 wurde Leaving it to You in die Auswahlliste des Children’s Book Council of Australia Book of the Year, junior readers, aufgenommen; 1995 gewann Ark in the Park diese Auszeichnung. Peeling the Onion wurde unter anderem 1997 mit dem Honour Book for the Childrens's Book Council of Australia Book of the Year, older readers, ausgezeichnet. Auch andere Bücher Wendy Orrs erhielten diverse Auszeichnungen. Nim's Island wurde mit Jodie Foster, Abigail Breslin und Gerard Butler verfilmt, deutscher Titel: Die Insel der Abenteuer, 2008, zweite Folge 2013 hieß: Return to Nim's Island (deutsch: Die Rückkehr zur Insel der Abenteuer).

## Werke (Auswahl)
- Nim's Island. Allen & Unwin, Sydney 2008, ISBN 978-1-74175-473-5.
  - deutsch: Wie versteckt man eine Insel? (Dtv Junior; Bd. 71318). Dtv, München 2008, ISBN 978-3-423-71318-4 (EA München 2002; übersetzt von Sabine Ludwig)[1]
  - Hörbuch: Wie versteckt man eine Insel? Zum Film „Die Insel der Abenteuer“. Ungekürzte Lesung. Hörbuch Verlag, Hamburg 2008, ISBN 978-3-86742-643-5 (2 CDs  gelesen von Ulrike Grote. Regie: Dörte Foede).
- Nim at Sea. Allen & Unwin, Sydney 2007, ISBN 978-1-74114-861-9.
  - deutsch: SOS für Selkie (Dtv Junior; Bd. 71478). Dtv, München 2012, ISBN 978-3-423-71478-5 (übersetzt von Beate Schaefer).[1]
- Peeling the Onion. How many layers hide the person you really are?. Allen & Unwin, Sydney 2006, ISBN 978-1-74114-933-3[2] (erstmals 1996 erschienen)
  - deutsch: Der Ernstfall oder fang an zu leben! Aare Verlag, Frankfurt/M. 1998, ISBN 3-7260-0493-9 (übersetzt von Ursula Schmidt-Steinbach).[3]